# Prionyx parkeri
Prionyx parkeri là một loài côn trùng cánh màng trong họ Sphecidae, thuộc chi Prionyx. Loài này được Bohart and Menke miêu tả khoa học đầu tiên năm 1963.

## Hình ảnh

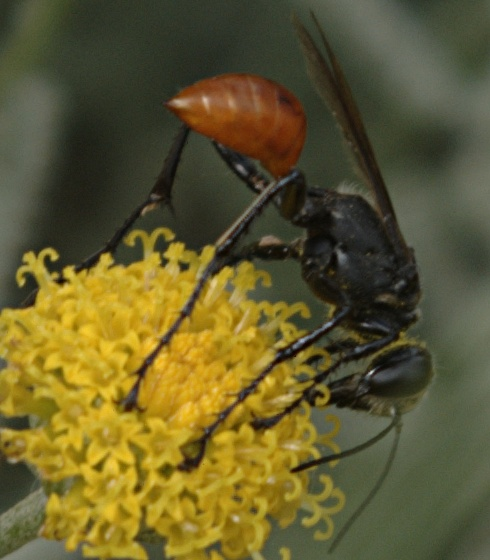